# Aspropyrgos
Aspropyrgos (in greco Ασπρόπυργος?) è un comune della Grecia situato nella periferia dell'Attica (unità periferica dell'Attica Occidentale) con 27 927 abitanti secondo i dati del censimento 2001.
Dista 20 km a nord-ovest dal centro di Atene.

## Etimologia
Il nome originale dell'insediamento Aspropyrgos era "Kalyvia hashish" ribattezzato Aspropyrgos con regio decreto emesso il 16 ottobre 1899. Si tratta di un nome derivante dalla torre a pianta quadrata, la Torre Bianca, sulla via Sacra a pochi metri a est dal moderno insediamento. Una parte dei materiali da costruzione è stata riutilizzata. Questi materiali verosimilmente provengono dal crollo della tomba del palazzo Straton, che si trovava nella zona, come è possibille dedurre da un'iscrizione trovata su uno dei plinti di marmo.